# IVC 8
IVC 8 - The Road Back to the Top foi o oitavo evento do International Vale Tudo Championship. Juntamente com o IVC 9 - The Revenge foi um dos eventos duplos realizados no dia 20 de Janeiro de 1999, em Aracaju.